# Комплементарна ДНК
Для загальних властивостей явища комплементарності див. Комплементарність.

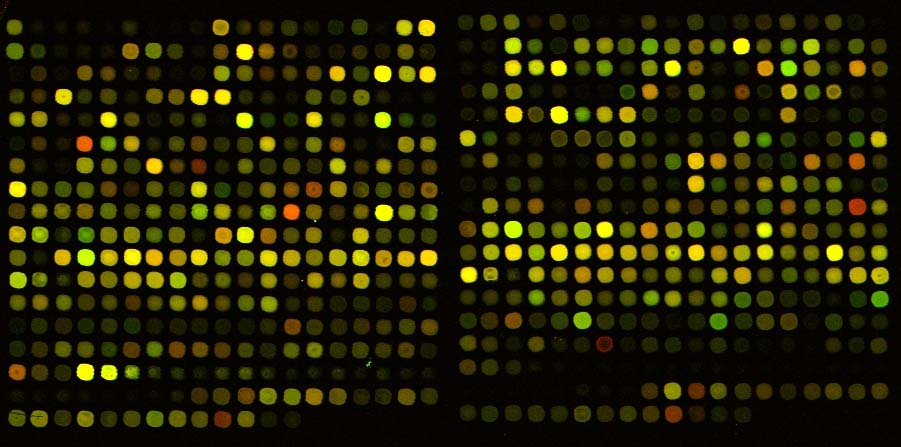
ДНК-мікрочип, що містить комплементарні ДНК.

Комплементарна ДНК (кДНК), в молекулярній біології — ДНК, синтезована на матриці зрілої мРНК за допомогою ферменту зворотна транскриптаза. кДНК часто використовується в ДНК-мікрочипах і для імітації еукаріотичних генів в прокаріотах.